# Brany (przystanek kolejowy)
Brany (ukr. Брани) – przystanek kolejowy w miejscowości Brany, w rejonie łuckim, w obwodzie wołyńskim, na Ukrainie. Położony jest na linii Lwów – Łuck – Kiwerce.
Przystanek został otwarty w II Rzeczypospolitej.